# Günter Wirth (Politiker)
Günter Wirth (* 7. Dezember 1940 in Kempten (Allgäu)) ist ein deutscher Politiker (SPD).
Wirth besuchte die Schule in Kempten und machte das Abitur an der Oberrealschule Kempten. Er studierte Rechtswissenschaft in München. Er war danach wissenschaftlicher Assistent der SPD-Bundestagsfraktion in Bonn und war ab 1970 Rechtsanwalt in Kempten.
Wirth saß von 1966 bis 1969 im Kemptener Stadtrat und von 1970 bis 1994 im Bayerischen Landtag.